# Filiovski Park
Filiovski Park (Муниципальный округ Филёвский парк) est un district municipal de Moscou situé dans le district administratif ouest de la ville. 
Il tire son nom du parc qui est situé dans le quartier, dont le toponyme  dérive lui-même de la rivière Filka, un affluent de la Moskova qui a longtemps été canalisé, qui sera à l'origine de la création du village de Fili en 1454.
Fili a été incendié pendant la campagne de Russie, par les troupes napoléoniennes, en 1812.
À la fin du XIXe siècle, Moscou borde le village de Fili, qui possède une usine de tissus imprimés. Une grande partie de la population cultive des légumes pour les marchés de Moscou. Fili a rejoint le territoire de Moscou en 1935.

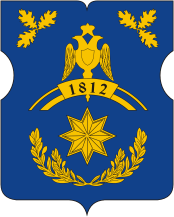
Armes du district
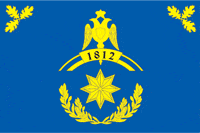
Drapeau du district